# Per amore... per magia...
Per amore... per magia... è un film del 1967 diretto da Duccio Tessari, con sceneggiatura di Franco Migliacci e prodotto da Franco Cristaldi per la compagnia Vides Cinematografica.

## Trama
Medioevo fantastico. Aladino è un ragazzo simpatico e senza un soldo: come sua sorella Algisa non ha nessun grado di nobiltà, ma è innamorato della figlia del Granduca di Forilarì, la bella principessa Esmeralda, che il Visconte di Pallerineri vorrebbe sposare, per impadronirsi del Ducato.
Aladino, che per vivere fa il modello nell'atelier del sarto Jo Babà, è nato in una notte senza luna ed è quindi uno dei pochi che può arrivare a possedere la lampada magica contenente il genio, che si trova sotto una botola misteriosa nel bosco delle streghe.
Anche la principessa ama Aladino e questo amore gli dà la forza di superare qualsiasi ostacolo: il Visconte, il mago Magrebino, l'affascinante Aichesiade, uno strano pinguino, l'interrogatorio dei quattro sapienti ed altri ostacoli ancora.
Aiutato solo dai suoi cinque inseparabili amici e dal genio della lampada, riesce a rendere reale il suo sogno, salvando sua sorella dal boia e dando la libertà al genio della lampada.

## Produzione
Mina, con la partecipazione in questa pellicola, chiude la sua breve carriera cinematografica, cantando il brano scioglilingua Mandalo giù pubblicato solo nel 1999 nella raccolta Mina Gold 2 (comunque tratto direttamente dalla colonna sonora).
È l'unico film di Gianni Morandi in cui venne doppiato.

## Distribuzione
Il film, distribuito anche in lingua inglese, è anche conosciuto come For Love... for Magic.
Mai pubblicato né su videocassetta, né su dvd.

## Colonna sonora
La colonna sonora, cantata da Gianni Morandi, scritta da Franco Migliacci e composta da Luis Bacalov e Bruno Zambrini, è stata pubblicata dalla RCA Italiana.

## Critica
(Gian Luigi Rondi)